# Christian Friedrich von Bandemer
Christian Friedrich von Bandemer (* 30. Dezember 1717 in Wusseken; † 10. Mai 1782 in Sorchow) war ein preußischer Generalmajor.

## Leben
Er stammte aus der pommerschen uradligen Familie von Bandemer und war der Sohn von Mathias Moritz von Bandemer (* 1693; † 1759), Erbherr auf Wusseken B, und dessen Ehefrau Agnes Esther, geborene von Natzmer (* 1694, † 1764).
Bandemer wurde 1736 Gefreiterkorporal im Infanterieregiment „Prinz Leopold“ und am 6. April 1739 Fähnrich. 1740/42 nahm er an den Schlachten von Mollwitz und Chotusitz, sowie an den Belagerungen von Glogau und Brieg teil. Am 24. Februar 1741 wurde er zum Sekondeleutnant befördert. Nachdem er während des Feldzugs 1744/45 an der Schlacht bei Kesselsdorf teilgenommen hatte, wurde Bandemer am 11. August 1744 zum Premierleutnant ernannt. Am 4. Juni 1752 wurde er Kapitän und Kompaniechef. Während des Siebenjährigen Kriegs nahm er an der Schlacht bei Lobositz teil, wurde verwundet und wurde mit dem Orden Pour le Mérite ausgezeichnet. Am 4. August 1758 wurde er Major, am 9. Juni 1765 Oberstleutnant. Am 20. Mai 1770 wurde er Oberst und am 27. Dezember 1771 Kommandeur des Infanterieregiments „Prinz Friedrich von Braunschweig“. Nachdem er am 20. Oktober 1776 zum Chef des Infanterieregiments „von Koschembar“ ernannt worden war, wurde er am 17. Januar 1777 zum Generalmajor befördert. Auf eigenen Wunsch schied er aus gesundheitlichen Gründen am 23. März 1778 aus dem Militärdienst aus.
Er erhielt im Jahre 1775 ein Kanonikat zu St. Nikolai in Magdeburg. Im Jahre 1777 erhielt er ferner die Amtshauptmannschaft zu Treptow an der Rega.
Er besaß seit 1759 ganz Wusseken. Dieses verkaufte er im Jahre 1767 zusammen mit einem Anteil von Sorchow an seinen Verwandten Carl Friedrich Bogislaw von Bandemer.
Bandemer verstarb 1782 unverheiratet.